# TV Verde Vale
TV Verde Vale é uma emissora de televisão brasileira sediada em Juazeiro do Norte, cidade do estado do Ceará. Opera no canal 13 (46 UHF digital) e é afiliada à TV Cultura. De caráter educativo, pertence à Fundação 15 de Agosto, do político, médico e empresário Manoel Salviano Sobrinho, que também mantinha a Rádio Verde Vale.

## História
A Fundação 15 de Agosto teve outorga para operar uma emissora de televisão com fins educativos cedida por um decreto do então presidente da República Fernando Henrique Cardoso publicado no Diário Oficial da União em 25 de outubro de 2001. O ato passou pelo Congresso Nacional e foi aprovado em 13 de junho de 2002 pelo Senado Federal. Em 7 de junho de 2004 uma portaria da Secretaria de Serviços de Comunicação Eletrônica do Ministério das Comunicações autorizou a concessão do canal 13 VHF de Juazeiro do Norte para a instituição e a instalação dos equipamentos.
```
A TV Verde Vale, emissora da fundação, lançou sua programação em setembro de 2006,
[
5
]
 intercalando-a com a retransmissão da 
Nova Geração de Televisão
 (NGT), rede educativa nos estados de 
São Paulo
 e do 
Rio de Janeiro
.
[
6
]
 Seu transmissor, com cinco 
quilowatts
 de potência, havia sido instalado no bairro Horto.
[
6
]
```

Em 2 de março de 2017 a TV Verde Vale foi autorizada a transmitir em sinal digital pelo canal 46 UHF após a publicação de um despacho do Departamento de Radiodifusão Comercial do Ministério da Ciência, Tecnologia, Inovações e Comunicações no Diário Oficial da União, iniciando sua operação em 11 de maio. Em junho do mesmo ano a emissora deixou de retransmitir a NGT.[carece de fontes?] Em 28 de setembro a transmissão pelo canal 13 VHF analógico foi encerrada.[carece de fontes?]